# Šićki Brod
Šićki Brod (kyrillisch Шићки Брод) ist ein Stadtteil im Westen von Tuzla in Bosnien und Herzegowina, am rechten Ufer der Jala. Es zählt zum Kanton Tuzla in der Föderation Bosnien und Herzegowina. Šićki ist der Standort des Kraftwerks Tuzla.

## Geschichte
Šićki Brod als selbstständiger, bewohnter Stadtteil besteht seit der Volkszählung 1991 und entstand durch Abtrennung von Tuzla. Außerdem zu finden in Šićki Brod ist eine Siedlung der Sinti & Roma.

## Demografie
Zur Volkszählung 2013 hatte Šićki Brod 1.367 Einwohner. Die Mehrheit der Einwohner sind Bosniaken.
Die Volkszählung von 1991 ergab folgende Zusammensetzung:
| Zusammensetzung der Bevölkerung in Šićki Brod | Zusammensetzung der Bevölkerung in Šićki Brod | Zusammensetzung der Bevölkerung in Šićki Brod |
|                                               | 2013                                          | 1991                                          |
| Einwohner                                     | 1 367 (100,0 %)                               | 1 579 (100,0 %)                               |
| --------------------------------------------- | --------------------------------------------- | --------------------------------------------- |
| Bosniaken                                     | –                                             | 855 (54,15 %)                                 |
| Jugoslawen                                    | –                                             | 287 (18,18 %)                                 |
| Serben                                        | –                                             | 208 (13,17 %)                                 |
| Kroaten                                       | –                                             | 193 (12,22 %)                                 |
| Andere                                        | –                                             | 36 (2,280 %)                                  |